# Johann Ulrich Folkers
Johann Ulrich Folkers (* 12. März 1887 auf dem Marschenhof Krummhörn bei Wüppels; † 16. Januar 1960 in Jever) war ein deutscher Volkskundler, Geschichtsdidaktiker und Bauernhausforscher am Pädagogischen Institut Rostock (ab 1935 Hochschule für Lehrerbildung) sowie ein nationalsozialistischer Rassentheoretiker.

## Leben
Johann Ulrich Folkers war der Sohn eines wangerländischen Hofbesitzers. Er absolvierte das jeversche Gymnasium in und studierte Deutsch, Geschichte und Evangelische Religion unter anderem an der Universität Kiel. 1910 erfolgte die Promotion mit einer Dissertation zur Volkssage. Als Gymnasiallehrer wirkte er in Husum, Kiel und Haldensleben, bevor er von 1913 bis 1928 Oberlehrer in Rostock wurde. Er nahm am Ersten Weltkrieg teil. 1928 wurde er Professor für Geschichte am Pädagogischen Institut, das nach Bildung des Landes Mecklenburg 1935 eine Hochschule für Lehrerbildung wurde und nicht-gymnasiale Lehrer ausbildete. Er beschäftigte sich mit der niederdeutschen Volkskunde und publizierte bis 1960 zur Architektur des norddeutschen Bauernhauses.
Zum 1. Mai 1933 trat Folkers in die NSDAP ein (Mitgliedsnummer 2.807.841) und nahm ab 1934 wichtige Funktionen im NSLB wahr. Bekannt wurde vor allem das von ihm überarbeitete Schulbuch Geschichte des deutschen Volkes, das ab 1935 in den Volksschulen Verwendung fand. 1939 wurde seine Professur um das Fach Geopolitik erweitert. Als Reichssachbearbeiter Geopolitik engagierte Folkers sich reichsweit im Bereich der nationalsozialistischen Lehrerfortbildung. Im November 1933 unterzeichnete er das Bekenntnis der deutschen Professoren zu Adolf Hitler.
In den Nachkriegsjahren zog er sich auf dem väterlichen Bauernhof in Wüppels zurück. Nach Eintritt in den Ruhestand publizierte er zunächst volkskundliche Schriften zum ostfriesischen Gulfhaus. Bereits 1954 aber wandte er sich wieder sozialpolitischen Themen zu. In seinen späteren Veröffentlichungen hat er vor allem sozial- und wirtschaftsgeschichtliche Faktoren des norddeutschen Bauernhauses in den Vordergrund gestellt. Bei den Fachkollegen in der DDR war Folkers häufig zu Gast. Der ostdeutsche Volkskundler Karl Baumgarten würdigte ihn 1960 als den „fraglos bedeutendsten Vertreter mecklenburgischer Bauernhausforschung“.

## Schriften
- Zur Stilkritik der deutschen Volkssage. Dissertation, Kiel 1910.
- Runde Häuser in mecklenburgischen Dörfern. In: Mecklenburgischen Monatsheften. 1926.
- Das lauenburgische Bauernhaus. Ratzeburg 1927.
- Das Bauerndorf im Kreise Herzogtum Lauenburg. In: Lauenburgische Heimat 3, Heft 1, 1927, S. 2–18.
- Zur Frage nach Ausdehnung und Verbleib der slawischen Bevölkerung von Holstein und Lauenburg. Kiel 1928.
- Die mittelalterlichen Ansiedelungen fremder Kolonisten in Nordwestdeutschland. In: Volk und Rasse. 2, 1927 und 3, 1928.
- Zur Frage nach Ausdehnung und Verbleib der slawischen Bevölkerung von Holstein und Lauenburg. In: Zeitschrift der Gesellschaft für Schleswig-Holsteinische Geschichte 58, 1928, S. 430–458; 59, 1929, S. 339–348.
- mit Carl August Endler: Das mecklenburgische Bauerndorf. Rostock 1930.
- mit Heinrich Timm: Geschichte des deutschen Volkes: Der mecklenburgischen Jugend erzählt. 14.–18. Aufl., Beltz, Langensalza 1930–1933.
- Zur Entwicklungsgeschichte des friesischen Hausbaues. In: Niederdeutsche Zeitschrift für Volkskunde. 8, 1930, S. 66–110.
- Mecklenburg in der Neugliederung des deutschen Reiches. In: Zeitschrift für Geopolitik. 8, Heft 7, 1931, S. 517–524.
- Siedlungsformen der westschleswigschen Geest. In: Nordelbingen. 9, 1933/34, S. 308–329.
- Geschichte des deutschen Volkes. Nach den neuen amtlichen Richtlinien für die deutsche Jugend geschaffen. (Unter Mitwirkung von Heinrich Timm und Paul Wolff), Beltz, Langensalza 1935, 12. Aufl. 1942. (unter Berücksichtigung rassegeschichtlicher Bestimmungen der nationalsozialistischen Erziehung).
- Geschichte des deutschen Nährstandes. 3. Aufl. Beltz, Langensalza 1937.
- Geopolitische Geschichtslehre und Volkserziehung. Vowinckel, Heidelberg u. a. 1939.
- Die Schichtenfolge im alten Bestand niedersächsischer Bauernhäuser in Mecklenburg. In: Hermann Teuchert (Hg.), Volkskundliche Beiträge: Richard Wossidlo am 26. Januar 1939 zum Dank dargebracht von Freunden und Verehrern und dem Verlag, Neumünster 1939, S. 112–128.
- Die geschichtliche Bedeutung der Landnahme als Auslesevorgang. In: Deutsches Archiv für Landes- und Volksforschung. 5, 1941, S. 506–569.
- Das Gesetz der wachsenden Räume. Vowinckel, Heidelberg u. a. 1943.
- Mitherausgeber der geschichtsdidaktischen Zeitschrift Vergangenheit und Gegenwart.
- Stand und Aufgaben der Gulfhausforschung. In: Zeitschrift für Volkskunde 51 (1954), S. 17–36 (digi.evifa.de).
- Das Vorwerk Upjever. Seine Bedeutung für die Entwicklungsgeschichte des friesischen Bauernhauses. In: Oldenburger Jahrbuch 54, 1954, S. 147–156 (digital.lb-oldenburg.de).
- Gulfhaus und Gutsscheune. In: Nordelbingen. 22, 1954, S. 76–107.
- Zur Frage der Landflucht in den Nordseemarschen: Diagnose und Therapie. In: Neues Archiv für Niedersachsen. 1954, H. 4/6, S. 81–105.
- Deutsche und Slawen. In: Zeitschrift für Geopolitik. 26, Heft 9, 1955, S. 467–473.
- Der Stand der Bauernhausforschung in Mecklenburg. In: Mitteldeutsches Jahrbuch. 1956, S. 143–157.
- Vom Wesen des Friesentums. In: Jahrbuch der Gesellschaft für bildende Kunst und vaterländische Altertümer zu Emden. 36, 1956, S. 7–38.
- Mecklenburg. Aschendorff, Münster 1961 (= Gustav Wolf [Hrsg.]: Haus und Hof deutscher Bauern.  Band 3).